# Náplavová rovina

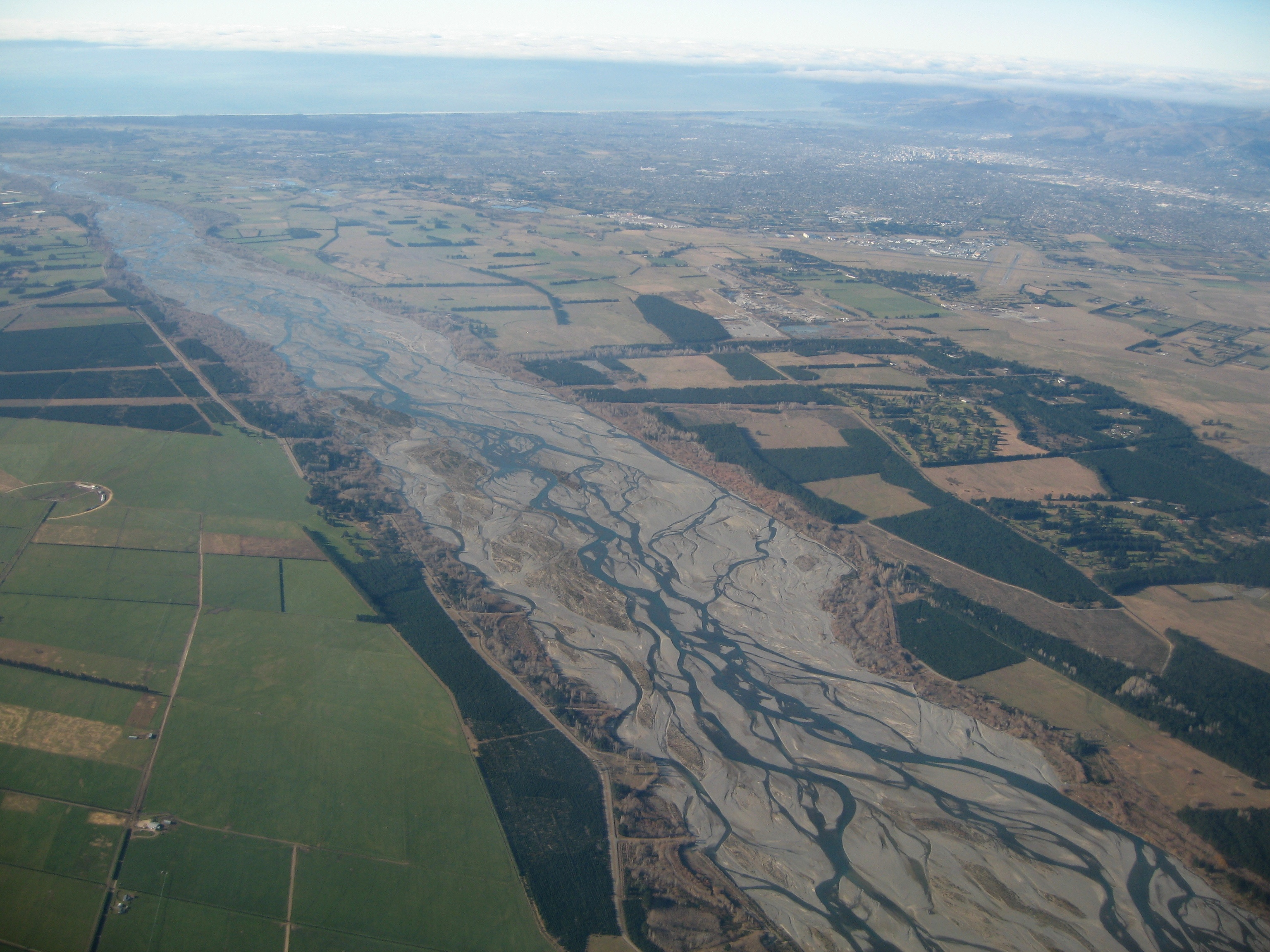
Údolní niva (uprostřed) v náplavové rovině řeky Waimakariri na Novém Zélandu

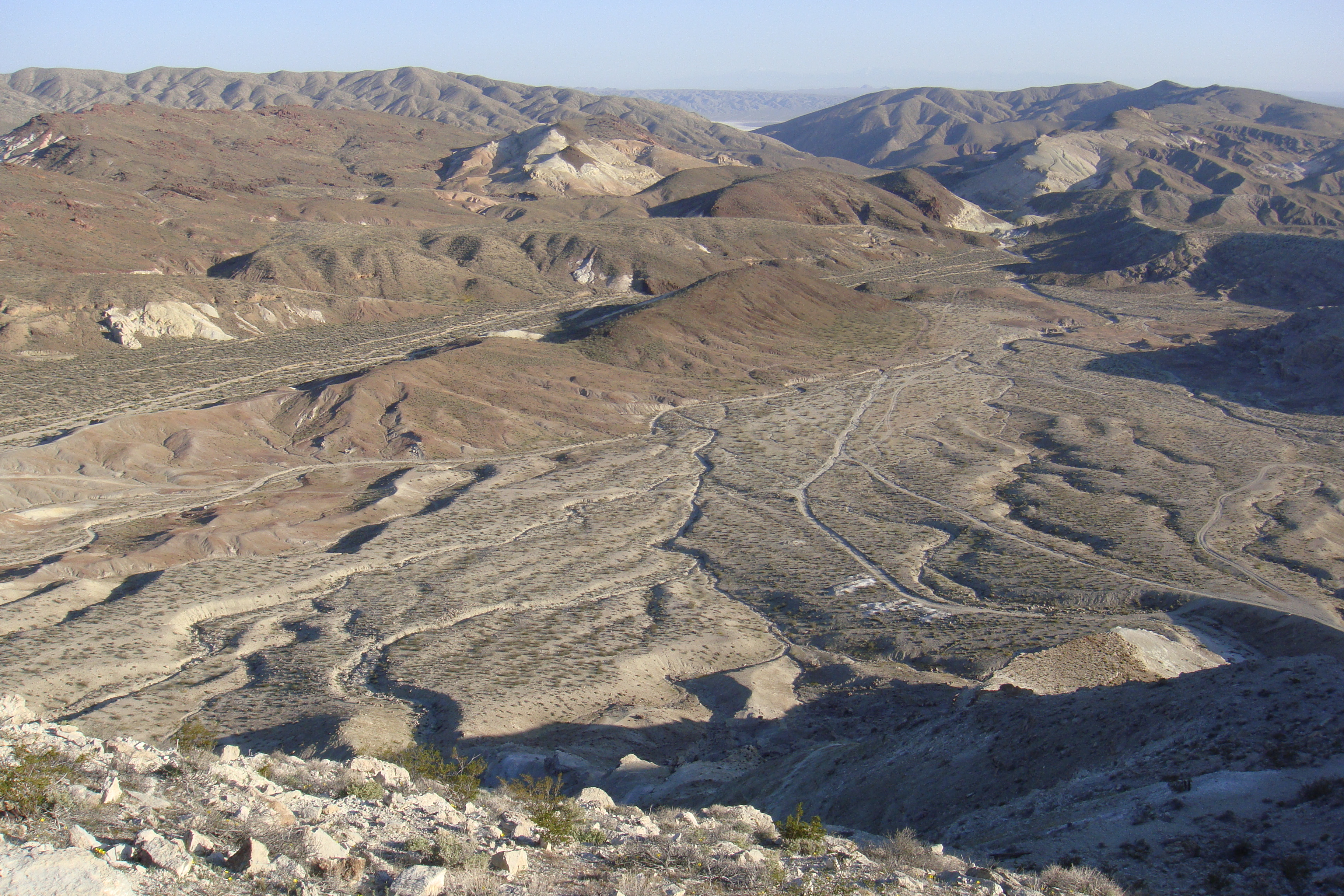
Malá, zaříznutá náplavová rovina ve státním parku Red Rock Canyon v Kalifornii

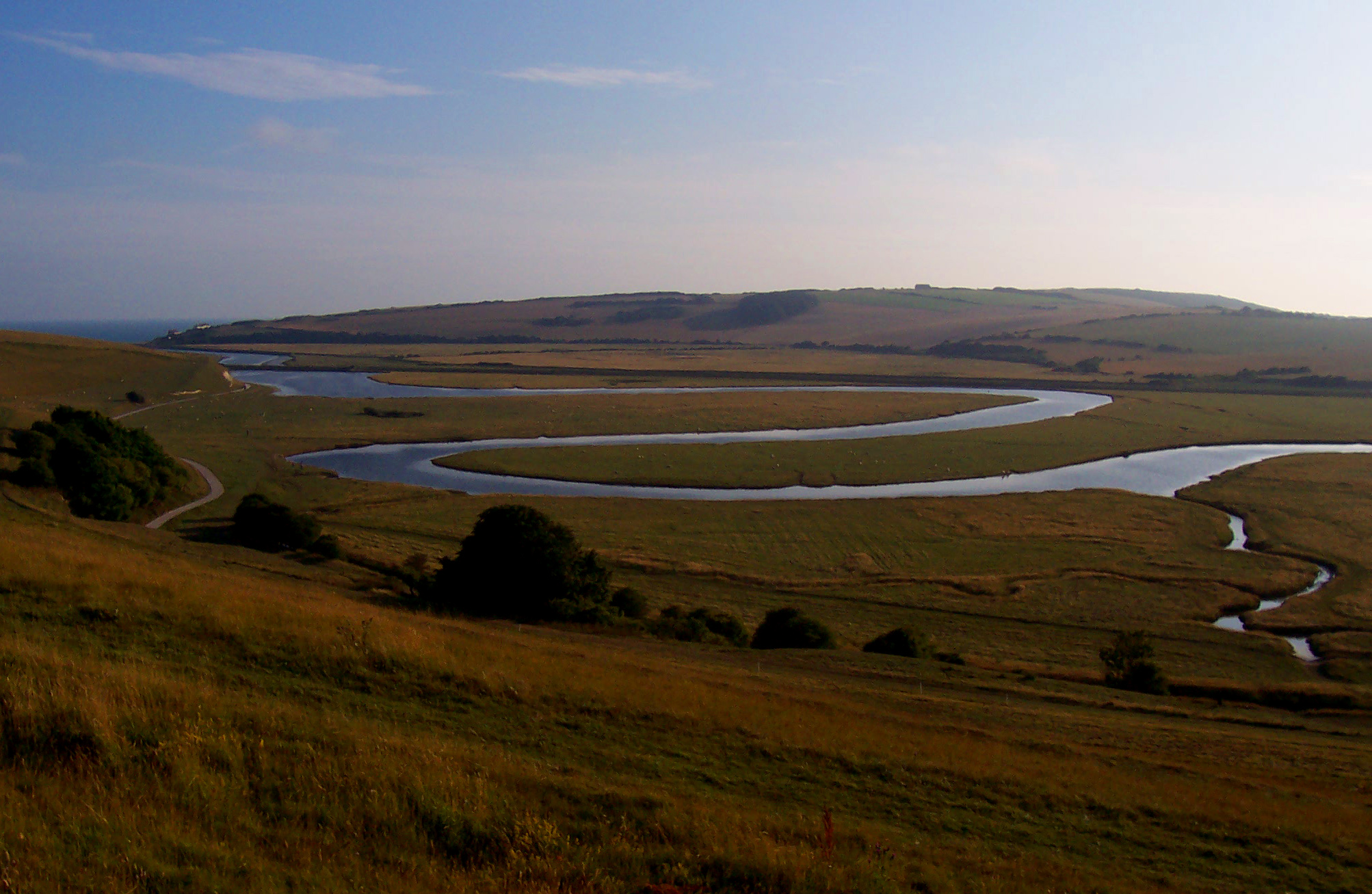
Meandr v údolní nivě řeky Cuckmere v jižní Anglii

Náplavová rovina, též aluviální rovina, je převážně plochý geomorfologický útvar vytvořený dlouhodobým ukládáním usazenin jednou nebo více řekami přitékajícími z horských oblastí, z nichž se tvoří naplavenina (aluviální půda). Součástí tohoto procesu je údolní niva, což je menší úsek, který řeky zaplavují v určitém časovém období, zatímco náplavová rovina je větší území, jež představuje oblast, přes kterou se údolní nivy posouvaly během geologických období.
Působením zvětrávání a proudění vody dochází ve vyšších nadmořských polohách k erozi hornin. Rozrušený materiál je pak odnášen z kopců do níže položených rovin. Různé potoky a říčky odnášejí vodu dál do řek, jezer, zálivů či moří. Jak se přitom unášený materiál ukládá v údolní nivě potoka, stoupá její výška, čímž se snižuje kapacita koryta. Proto je potok časem nucen hledat novou, nižší cestu a vytváří meandr (zákrut). Zbylá vyšší místa, typicky přirozené hráze na okrajích zátopového území, budou sama rozrušena druhotnou erozí proudící vody a lokálními srážkami, případně též působením větru, pokud je místní podnebí suché a nepodporuje růst travin, které zadržují půdu. Tyto procesy vytvářejí v průběhu geologických období rovinu, tj. oblast s rovným nebo mírně zvlněným povrchem a malou výškovou členitostí.
Glosář krajinných a geologických termínů, který udržuje americká Národní společnost pro půdní průzkum (NCSS), definuje náplavovou rovinu jako „velké seskupení říčních tvarů (potoky s proplétajícími se rameny, terasy atd.), jež tvoří krajinné terasy s malým spádem podél úbočí hor a rozkládají se daleko od svých zdrojů (například severoamerických Vysokých rovin)“.

## Příklady
- Delta Mekongu
- Indoganžská nížina
- Mezopotamská nížina
- Mississippská nížina
- Dolnodunajská nížina
- Velká čínská nížina
- Pádská nížina
- Hornothrácká nížina